# Lily, Rosemary and the Jack of Hearts
Lily, Rosemary and the Jack of Hearts är en låt komponerad av Bob Dylan 1974, och lanserad på hans album Blood on the Tracks 1975. Låten som är albumets längsta innehåller ett brett persongalleri där de tre titelfigurerna "Jack of Hearts" (hjärter knekt), Lily och Rosemary har de största rollerna. Texten refererar metaforiskt till kortspel vid flera tillfällen och den utspelar sig i westernmiljö. Den första versionen som Dylan spelade in av låten från september 1974 innehåller en extra vers som inte togs med på den senare inspelning som hamnade på Blood on the Tracks. Dylan har framfört låten på konsert en gång, i Salt Lake City 1976.
Efter att Bob Dylan ringt upp Joan Baez och sedan läst upp hela texten till denna låt inspirerades Baez att skriva låten "Diamonds & Rust" om hennes och Dylans tidigare förhållande. Baez framförde även själv låten under konsert, och den finns med på hennes album From Every Stage 1976.
Ola Magnell spelade in en svensk version av Dylans låt med titeln "På snespår", vilken finns på hans album Nya perspektiv (1975).